# Lechenaultia acutiloba
Lechenaultia acutiloba är en tvåhjärtbladig växtart som beskrevs av George Bentham. Lechenaultia acutiloba ingår i släktet Lechenaultia och familjen Goodeniaceae. Inga underarter finns listade i Catalogue of Life.